# Ubaldo Oppi

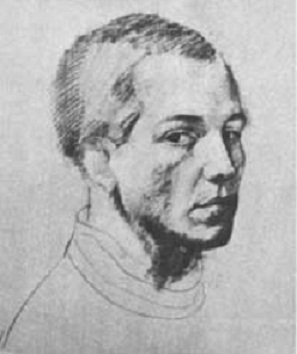
Ubaldo Oppi (Selbstporträt, um 1920)

Ubaldo Oppi (* 25. Juli 1889 in Bologna; † 25. Oktober 1942 in Vicenza) war ein italienischer Maler.
Oppi war vorübergehend Schüler von Gustav Klimt in Wien (1907), bildete sich seit 1911 in Paris durch selbständiges Arbeiten weiter und gelangte ab 1919 zu einer großen plastisch-klaren Auffassung der Körperform im klassischen Sinne. Er schuf figurenreiche Kompositionen (Die Fischer von Santo Spirito, 1923) und eindrucksvolle Bildnisse. Von 1923 bis 1926 malte Oppi ein großes Altarbild mit der Darstellung der Marter des heiligen Venantius in der Erzpfarrkirche von Valdobbiadene.
Oppi war Gründungsmitglied der Künstlergruppe Novecento.